# Lista de finais femininas em simples do tênis nos Jogos Paralímpicos
Esta é a lista de finais femininas em simples do tênis nos Jogos Paralímpicos de Verão.

## Por ano

### Disputa pela medalha de ouro
| Ano  | Cidade-sede    | Medalhista de ouro        | Medalhista de prata               | Resultado      |
| ---- | -------------- | ------------------------- | --------------------------------- | -------------- |
| 2024 | Paris          |                           |                                   |                |
| 2020 | Tóquio         | NED Diede de Groot        | JPN Yui Kamiji                    | 6–3, 7⁷–6¹     |
| 2016 | Rio de Janeiro | NED Jiske Griffioen       | NED Aniek van Koot                | 3–6, 6–1, 6–4  |
| 2012 | Londres        | NED Esther Vergeer        | NED Aniek van Koot                | 6–0, 6–3       |
| 2008 | Pequim         | NED Esther Vergeer        | NED Korie Homan                   | 6–2, 4–6, 7–65 |
| 2004 | Atenas         | NED Esther Vergeer        | NED Sonja Peters                  | 6–2, 6–0       |
| 2000 | Sydney         | NED Esther Vergeer        | NED Sharon Walraven               | 6–0, 6–4       |
| 1996 | Atlanta        | NED Maaike Smit           | NED Monique Kalkman-van den Bosch | 0–6, 7–6, 7–6  |
| 1992 | Barcelona      | NED Monique van den Bosch | NED Chantal Vandierendonck        | 6–3, 6–4       |

### Disputa pela medalha de bronze
| Ano  | Cidade-sede    | Medalhista de bronze         | Quarto lugar                 | Resultado       |
| ---- | -------------- | ---------------------------- | ---------------------------- | --------------- |
| 2024 | Paris          |                              |                              |                 |
| 2020 | Tóquio         | GBR Jordanne Whiley          | NED Aniek van Koot           | 6–4, 6⁷–7⁹, 6–4 |
| 2016 | Rio de Janeiro | JPN Yui Kamiji               | NED Diede de Groot           | 6–3, 6–3        |
| 2012 | Londres        | NED Jiske Griffioen          | GER Sabine Ellerbrock        | 6–2, 7–66       |
| 2008 | Pequim         | FRA Florence Alix-Gravellier | NED Jiske Griffioen          | 6–3, 6–4        |
| 2004 | Atenas         | AUS Daniela Di Toro          | FRA Florence Alix-Gravellier | 1–6, 6–2, 6–2   |
| 2000 | Sydney         | NED Maaike Smit              | GBR Kimberly Blake           | 6–0, 6–3        |
| 1996 | Atlanta        | NED Chantal Vandierendonck   | AUS Faniela Di Toro          | 6–4, 4–6, 6–3   |
| 1992 | Barcelona      | GER Regina Isecke            | GBR Janet McMorran           | 6–3 6–7, 6–3    |

## Estatísticas

### Medalhas por país
| Ordem | País              | Medalha de ouro | Medalha de prata | Medalha de bronze |    |
| ----- | ----------------- | --------------- | ---------------- | ----------------- | -- |
| 1     | NED Países Baixos | 8               | 7                | 3                 | 18 |
| 2     | JPN Japão         |                 | 1                | 1                 | 2  |
| 3     | GER Alemanha      |                 |                  | 1                 | 1  |
|       | AUS Austrália     |                 |                  | 1                 | 1  |
|       | FRA França        |                 |                  | 1                 | 1  |
|       | GBR Grã-Bretanha  |                 |                  | 1                 | 1  |

### Múltiplos medalhistas
| Ordem | País                              |   |   |   |   |
| ----- | --------------------------------- | - | - | - | - |
| 1     | NED Esther Vergeer                | 4 | 0 | 0 | 4 |
| 2     | NED Monique Kalkman-van den Bosch | 1 | 1 | 0 | 2 |
| 3     | NED Jiske Griffioen               | 1 | 0 | 1 | 2 |
|       | NED Maaike Smit                   | 1 | 0 | 1 | 2 |
| 5     | NED Aniek van Koot                | 0 | 2 | 0 | 2 |
| 6     | NED Chantal Vandierendonck        | 0 | 1 | 1 | 2 |